# Ululu II
Ululu II (auch KIN II) leitete sich im babylonischen Mond- und Normalkalender vom akkadischen Namen des Monats Ululu  ab, der als Namensgeber für diesen Schaltmonat fungierte. Das Jahr, das den Schaltmonat Ululu II (VI2) beinhaltete, trug die Zusatzbezeichnung „2-KAM“ oder „KIN-2-KAM“. 
Da im Monat Nisannu gemäß der babylonischen Quellen entweder das erste Neulicht oder der erste Vollmond des Frühjahrs lag, begann der Monat Ululu II im Normalfall zwischen dem 30. August und dem 14. September. 